# تبسيط التصوير
تبسيط التصوير التبسيط في التصوير هو اختيار بيئة تصوير البسيطة، كاختيار خلفية غير معقدة، أو مشتتة، والتي لا تجعل العين تتشتت عن الموضوع الأساسي.